# Lievin Communal Cemetery Extension
Lievin Communal Cemetery Extension is een Britse militaire begraafplaats met gesneuvelden uit de Eerste Wereldoorlog gelegen in de Franse gemeente Liévin (Pas-de-Calais). De begraafplaats ligt op 475 m ten zuiden van het centrum van Hébuterne en 3,5 km ten zuidwesten van Lens en is een uitbreiding van de gemeentelijke begraafplaats. De begraafplaats werd ontworpen door Herbert Baker en heeft een nagenoeg rechthoekig grondplan met een oppervlakte van 2.294 m². Het terrein is omgeven door een bakstenen muur. Centraal staat het Cross of Sacrifice. De Stone of Remembrance staat meer naar achteren op dezelfde aslijn met de toegang en het Cross. De begraafplaats wordt onderhouden door de Commonwealth War Graves Commission.
Er worden 689 doden herdacht waarvan slechts 300 geïdentificeerd konden worden.

## Geschiedenis
Liévin werd op 14 april 1917 door het Canadian Corps veroverd en bleef tot het einde van de oorlog in geallieerde handen. De begraafplaats werd na de wapenstilstand aangelegd door de concentratie van graven die afkomstig waren uit de slagvelden ten noorden en zuiden van Lens en uit kleinere begraafplaatsen uit hetzelfde gebied. Deze waren: Acheville Road Cemetery in Vimy, Angres Churchyard in Angres, Emmerin German Cemetery in Emmerin, Harnes Communal Cemetery German Extension in Harnes, King’s Cross Military Cemetery in Souchez, La Fosse-aux-Loups French Military Cemetery, Lorette French Military Cemetery No.5, Bois-de Noulette Road Cemetery en Noulette Orchard Cemetery in Aix-Noulette, Riaumont Cemetery in Liévin. 
De meeste slachtoffers vielen tijdens de gevechten om de verovering van de heuvelrug van Vimy in april 1917.
Er liggen nu 533 Britten en 156 Canadezen begraven. Voor 10 Britten en 1 Canadees werden Special Memorials opgericht omdat hun graven niet meer gelokaliseerd konden worden en men aanneemt dat ze zich onder de naamloze graven bevinden. Drie Canadezen die oorspronkelijk in King’s Cross Cemetery in Souchez een laatste rustplaats kregen, worden ook met Special Memorials herdacht omdat hun graven verloren gingen door later oorlogsgeweld.
Er ligt ook 1 slachtoffer (korporaal Robert Wilfred Oliver) uit de Tweede Wereldoorlog begraven.

## Graven

### Onderscheiden militairen
- W.R. Barnes, luitenant bij de Canadian Infantry en George Ronald Yorston Stout, onderluitenant bij het Royal Flying Corps werden onderscheiden met het Military Cross (MC).
- de sergeant-majoors F.W. Marsh en Thomas John Hodgson en de korporaal E. Edwards, alle drie bij het The Loyal North Lancashire Regiment werden onderscheiden met de Distinguished Conduct Medal (DCM).
- de sergeanten Mathew Humphrey Archer, J. Larkman en P. Simons; korporaal H. Garrison en de soldaten A. Edwards en A. Belanger ontvingen de Military Medal (MM).

### Minderjarige militairen
- de Canadese soldaten William A. Nicholls en J.A. Theriault waren slechts 17 jaar toen ze sneuvelden op 9 april 1917.